# Main Street Electrical Parade
De Main Street Electrical Parade is een dagelijkse avondparade, gecreëerd door Bob Jani en project director Ron Miziker. De parade is beroemd vanwege zijn lange levensduur in Disneyland tijdens de meeste zomers tussen 1972-1974, 1977-1982 en 1985-1996. De parade bestaat uit praalwagens en acteurs die bedekt zijn met duizenden bestuurbare lampjes en een gesynchroniseerde soundtrack, geregeld door radiografisch bestuurbare activeringszones bij belangrijke punten langs de route. De originele parade kreeg enkele spin-offs die draaiden of nog steeds draaien in andere Disneyparken over de hele wereld. In totaal zijn er drie vloten gemaakt, waarvan er twee nog steeds in dienst zijn, al dan niet in hun geheel. Anno 2012 draait de originele parade in de Magic Kingdom in Disney World als Disney's Main Street Electrical Parade en een geüpdatete versie van de parade in Tokyo Disneyland als Tokyo Disneyland Electrical Parade: DreamLights.
Het liedje voor de parade is zeer bekend vanwege het vocoder stemeffect, dat de tekst: "Ladies and gentlemen, boys and girls, Disneyland proudly presents our spectacular festival pageant of nighttime magic and imagination in thousands of sparkling lights and electro-synthe-magnetic musical sounds. The Main Street Electrical Parade!" zegt. Tegen het einde herhaalt het "Disneyland's Main Street Electrical Parade!".
Op 10 februari 2010 werd aangekondigd dat de parade in de zomer zou terugkeren naar het Magic Kingdom voor een beperkte tijd, als onderdeel van het "Summer Nightastic!" evenement. De "Disney's Electrical Parade" van Disney California Adventure Park eindigde op 18 april 2010, waarna het verhuisde naar Florida. Oorspronkelijk was het de bedoeling dat de parade voor de winter weer terug zou keren naar Disney California Adventure Park, echter op 29 juli 2010 kondigde Disney aan dat de parade voor onbepaalde tijd zou blijven draaien in de Magic Kingdom. Uiteindelijk bleef de parade tot 9 oktober 2016, om vervolgens weer terug te keren naar het park waar de parade voor het eerst te zien was: Disneyland in Anaheim. De parade was toen voor het eerst sinds ruim 20 jaar te zien in het park. De Main Street Electrical Parade was van 20 januari tot 20 augustus 2017 in Disneyland Anaheim te zien.

## Geschiedenis
De voorganger van de 1972 Disneyland Main Street Electrical Parade is de Electrical Water Pageant. Een parade die bestond uit veertien 7,6m hoge schermen waar elektrische lampen op bevestigd waren. Deze schermen stonden op zeven boten die rondvoeren over Seven Seas Lagoon voor het Magic Kingdom in het Walt Disney World Resort. De show begon om 9 uur 's avonds bij de Disney's Polynesian Resort of onmiddellijk na het vuurwerk als dat om 9 uur begon. De Electrical Water Pageant draait momenteel nog steeds, al dan niet geüpdatet, en draait sinds 26 oktober 1971, enkele weken na de opening van het Walt Disney World Resort.
In 1972, toen de Main Street Electrical Parade voor het eerst gehouden werd, bestonden enkele praalwagens uit platte schermen die op platformen stonden. Deze wagens waren gelijk aan de Electical Water Pageant. De Imagineers die de parade creëerden, creëerden ook tegelijk het eerste show-controlprogramma. Dit zorgde ervoor dat de gehele route (610m) bestond uit verschillende radiografisch bestuurbare "trigger zones". Deze zones zorgen ervoor dat de juiste muziek wordt gedraaid bij de juiste praalwagen, wanneer die wagen een zone betreedt. Elke zone is zo'n 30 meter lang en elke zone zorgt ervoor dat iedereen langs de parade dezelfde show te zien krijgt, ongeacht waar ze staan langs de route. Tot 1977 bestonden bijna alle praalwagens, zoals de "Elephant Train" en de vlagfinale uit 2D-schermen die handmatig geduwd of getrokken werden. De Blauwe fee was één van de weinige wagens die tot die tijd 3D was en leidde de parade tot 2008. De Big Bass Drum, die getrokken werd door Casey Jr. trein, de Assepoester-praalwagen en toebehoren, de Chinese draak en de circuspraalwagens waren allemaal 3D. Vanaf 1977 werden de 2D-praalwagens vervangen door 3D-praalwagens. Tussen 1975 en 1977 werd de Main Street Electrical Parade in Disneyland tijdelijk vervangen door de parade America on Parade. Deze parade kwam als onderdeel van de United States Bicentennial, een reeks van vieringen ter ere van de 200-jarige onafhankelijkheid van de Verenigde Staten.
De originele Disneylandparade uit 1972 was ontworpen door Hub Braden, een artdirector van NBC Burbank Television. Braden ontwierp meerdere projecten voor Bob Jani en de afdeling Entertainment. De originele paradewagens werden gebouwd door een bedrijf in Chicago Illinois. De Main Street Electrical Parade had twee tegenhangers met dezelfde naam, lay-out en praalwagens in de Magic Kingdom en in Tokyo Disneyland. De parade in de Magic Kingdom draaide vanaf 1977 tot 1991 non-stop, waarna het vervangen werd door SpectroMagic, dat vanaf 1991 tot 1999 draaide en werd heropend vanaf 2001 tot 4 juni 2010. Tussen 1999 en 2001 en vanaf 5 juni 2010 werd SpectroMagic vervangen door Main Street Electrical Parade. De parade in Tokyo Disneyland draaide vanaf 1985 tot 1995, waarna het vervangen werd door Disney's Fantillusion. Fantillusion draaide vanaf 1995 tot 2001 en werd vervangen door een vernieuwde versie van Main Street Electrical Parade die hernoemd werd tot Tokyo Disneyland Electrical Parade: DreamLights. De parade van de Magic Kingdom werd in 1991 verscheept naar Disneyland Paris, waar het draaide vanaf 1992 tot 2003. In 2003 werd de parade vervangen door Fantillusion die uit Tokyo Disneyland afkomstig is. Op 31 oktober 2012 werd de parade in Disneyland Paris vervangen door de watershow Dreams.
In 1996 eindigde Main Street Electrical Parade in Disneyland, na een duur van 24 jaar. De lampjes werden verwijderd en verkocht aan verzamelaars. De parade werd vervangen door de parade Light Magic, echter was deze parade onmiddellijk een mislukking. Dit kwam deels door de populariteit van de Main Street Electrical Parade. De parade werd daarom meteen stilgezet en de terugkomst van Main Street Electrical Parade werd uitgesteld. De Main Street Electrical Parade werd echter wel hersteld en alle lampjes werden vervangen. De parade werd verscheept naar New York voor een eenmalig evenement op 14 juni 1997, namelijk de première van de toen nieuwste film Hercules en de opening van Disney's New Amsterdam Theater.
In 1999 werd de parade van Disneyland volledig hersteld en verhuist naar de Magic Kingdom in mei 1999, net op tijd voor het evenement Millennium Celebration. De parade daar eindigde op 1 april 2001 en de daarop volgende dag kwam SpectroMagic terug. De parade werd toen teruggestuurd naar Californië om de parade Light Magic te vervangen. Echter, toen Team Disney Annaheim de tegenvallende bezoekersaantallen in het pas geopende park Disney California Adventure Park zag, werd op 5 april 2001 aangekondigd dat niet zal draaien in Disneyland, maar in Disney California Adventure Park vanaf 5 juli 2001, ter ere van de eerste zomer van het park. De parade werd daar hernoemd tot Disney's Electrical Parade. De meeste praalwagens die afkomstig waren van 1996 keerden terug, behalve Pinocchio Pleasure Island, en Snow White diamond mine. Deze praalwagens werden in 1997 verscheept naar Disneyland Paris. De parade in Disney California Adventure draaide alleen tijdens de zomerperiode en bepaalde geselecteerde datums. In 2005 lag de parade voor negen maanden stil waarbij veel lampjes werden vervangen door led-lampen en kon de tekst op de drum vervangen worden door de woorden "Disney's Electrical Parade, Presented by Sylvania".
Op de Walt Disney World Christmas Day Parade special van 2008, kondigde Disney aan dat er een nieuwe Tinker Bell praalwagen werd toegevoegd aan de bestaande vloot. Mede door deze toevoeging werd de Blauwe Fee, die jarenlang de parade leidde vervangen en kregen alle praalwagens nieuwe led-"pixie dust"-effecten. Naast nieuwe effecten, kreeg de "Catterpillar" praalwagen van de Alice in Wonderland sectie een nieuw digitaal gezicht. Op een persconferentie op 24 april 2009 werd ook aangekondigd dat de "Pinocchio Pleasure Island" sectie, en de "Snow White Diamond Mine" praalwagens ook terug zouden keren. De toevoeging van de nieuwe Tinker Bell praalwagen was de eerste nieuwe praalwagen die voor een langere periode werd toegevoegd aan de klassieke parade sinds 20 jaar. In 1988 was de laatste keer dat een nieuwe praalwagen voor langere tijd werd toegevoegd, de tijdelijke "Mickey Mouse's 60th Birthday" praalwagen. Daarnaast werden in 1997 eenmalig twee praalwagens toegevoegd ter ere van de première van de Hercules film. Deze praalwagens waren gewijd aan de film Hercules en werden na het evenement niet meer gebruikt.
Op 18 april 2010 eindigde de parade in Disney California Adventure Park en vanaf 5 juni 2010 tot 9 oktober 2016 in de Magic Kingdom in Walt Disney World. Sinds 20 januari 2017 is de parade na ruim 20 jaar weer (tijdelijk) terug in Disneyland in Anaheim, waar de parade in 1972 voor het eerst te zien was. De Main Street Electrical Parade was in ieder geval tot 20 augustus 2017 dagelijks in het park te zien.

## Muziek
Het Main Street Electrical Parade onderliggende themalied heet Baroque Hoedown. De oorspronkelijke versie werd in 1967 gecreëerd door de synthesizerpioniers Jean-Jacques Perrey en Gershon Kingsley. Oorspronkelijk had de parade soundtrack dezelfde thema's als de huidige soundtrack, echter kreeg het een ander arrangement door Jim Christensen en Paul Beaver. In 1977 kreeg de soundtrack een update en werd het samengesteld door elektronischemuziekartiest Don Dorsey en producer Jack Wagner bij Jack Wagner Studio, welke gebruikt werd tot 2009 in de Disney's Electrical Parade.
De gevarieerde praalwagen specifieke muziek, die door de gehele parade te horen is, bevat andere liederen. Bijvoorbeeld, de Pinokkio-praalwagens gebruiken de melodie van het lied "I've Got No Strings" ("Aan Touwtjes Zit Ik Niet") uit de Disneyfilm Pinokkio, terwijl de muziek van "To Honor America" wagens verschillende patriottische liederen bevat, en de praalwagens van Sneeuwwitje weer de melodie van het lied "He-ho" uit de film Sneeuwwitje en de zeven dwergen.
Toen de parade in 2009 terugkeerde na onderhoud, werd de muziek vervangen door de muziek afkomstig van de Tokyo Disneyland Electrical Parade DreamLights parade, echter wel met enkele wijzigingen, omdat de parade in Tokyo enkele praalwagens had die de Main Street Electrical Parade niet heeft en andersom. De huidige soundtrack van de Disney's Electrical Parade, Main Street Electrical Parade en de Tokyo Disneyland Electrical Parade DreamLights zijn allemaal gecomponeerd, bespeeld en samengesteld door Gregory Smith. Gregory Smith componeerde ook andere stukken voor Disney, waaronder Disneyland's Remember... Dreams Come True show en de Magical: Disney's New Nighttime Spectacular of Magical Celebrations vuurwerk show.
De soundtrack van de parade is meerdere malen uitgebracht.
- Main Street Electrical Parade (1973 soundtrack) (Disneyland Park, Disneyland Resort)
- Main Street Electrical Parade (1977 soundtrack) (Disneyland & Magic Kingdom)
- The Main Street Electrical Parade (1999 cd), (Magic Kingdom, Walt Disney World) - parade soundtrack zonder stemmen van de karakters
- Les Parades En Musique (2000 cd) (Disneyland Park, Disneyland Resort Paris)- Show versie
- Disney's Electrical Parade (2001 cd) (Disney California Adventure Park, Disneyland Resort) - volledige parade soundtrack, met de stemmen van karakters
- Tokyo Disneyland Electrical Parade Dreamlights (2001 cd) - Bevat twee soundtracks, de eerste is van Tokyo Disneyland Electrical Parade en de tweede is van Tokyo Disneyland Electrical Parade Dreamlights. Beide versies bevatten naast de soundtrack ook de stemmen van karakters
- Tokyo Disneyland Electrical Parade Dreamlights- Show Mix Edition (2001) - Bevat twee soundtracks, de eerste bevat de volledige soundtrack met stemmen, geluidseffecten en parade onderligger, de tweede bevat alleen de muzikale soundtrack zonder stemmen, geluidseffecten en parade onderligger
- Tokyo Disneyland Electrical Parade Dreamlights ~Christmas~ - Gedurende het kerstseizoen bij Tokyo Disneyland, krijgt de parade een nieuwe speciale soundtrack. Deze is grotendeels hetzelfde als de normale soundtrack, echter zijn er kerstliederen aan toegevoegd.
- Tokyo Disneyland Electrical Parade Dreamlights (2011 Renewal Version) - Vernieuwde versie met daarin de nieuwe praalwagens van Aladdin, Tinker Bell en Toy Story. Daarnaast is er een herziende versie van Eliot uit Peter en de Draak.

Jack Wagner zorgde voor de oorspronkelijke gesynthesizeerde vocoder voiceover intro en outro van de parade. Don Dorsey nam de plek over, toen Jack Wagner in 1995 stierf en in de intro en outro het woord "Disney" werd toegevoegd aan de intro en outro van Disney's Electrical Parade in Disney California Adventure Park. Toen de parade in 1999 in de Magic Kingdom draaide, zorgde Bill Rodgers voor de gesynthetiseerde vocoder-aankondigingen.
Terwijl de oorspronkelijke soundtrack enkel bestaat uit synthesizers, bestaat de Tokyo Disneyland DreamLights-versie uit een volledig orkest en een volwassen-, tiener- en kinderkoor in harmonie aangevuld door synthesizers. Deze versie bevat naast Engelse stemmen ook Japanse stemmen. Ook deze versie was gecomponeerd, geproduceerd, samengesteld en uitgevoerd door Gregory Smith. Tijdens het kerstseizoen bij Tokyo Disneyland krijgt de parade een nieuwe soundtrack. Het is dezelfde soundtrack als de normale, er zijn echter kerstliedjes tussen de themaliederen gevoegd.
De soundtrack van Disney Electrical Parade van Disney California Adventure Park en van de huidige Main Street Electrical Parade van de Magic Kingdom is gebaseerd op de soundtrack van de Tokyo Disneyland Electrical Parade: DreamLights, echter met wat wijzigingen voor de Assepoester, Pinokkio en To Honor America wagens. Echter, in deze versie werd meer gebruikgemaakt van synthesizers in plaats van het orkest en is de soundtrack elektrischer dan de DreamLights-versie. Er werd ook een nieuw stukje gecomponeerd voor de Dombo praalwagens, echter werd dit stukje uit de parade gehaald.

## Versies van de parade

### Main Street Electrical Parade (Disneyland)

#### Algemeen
- Park:Disneyland
- Originele loop: 17 juni 1972 - 25 november 1996
- Tijdelijke terugkeer: 20 januari 2017 - 20 augustus 2017
- Sponsors: Energizer (1972–1985) General Electric (1985–1996)
- Openingaankondiging: "Ladies and gentlemen, boys and girls! Disneyland proudly presents our spectacular festival pageant of nighttime magic and imagination. In thousands of sparkling lights, and electro-synthe-magnetic musical sounds: the Main Street Electrical Parade!"

De vloot van Disneyland is de eerste paradevloot van de Main Street Electrical Parade. Voor 24 jaar draaide de parade in Disneyland, waarna het in 1999 verhuisde naar de Magic Kingdom. Deze vloot heeft voor de verhuizing naar de Magic Kingdom in 1997 deelgenomen aan het evenement voor de première van de Disneyfilm Hercules en de opening van Disney's New Amsterdam Theater. Een deel van de vloot verhuisde in 1998 naar Disneyland Paris. Na 2001 verhuisde de vloot van Florida terug naar Californië om als avondparade te dienen in Disney California Adventure Park. In 2010 verhuisde de parade weer terug naar de Magic Kingdom, waar het anno 2012 nog steeds dagelijks dient als avondparade. Deze vloot is de oudste paradevloot ooit wat nog dagelijks wordt gebruikt door Disney.

#### Wagens
- Blauwe fee
- Casey Jr. Circustrein met Mickey Mouse, Minnie Mouse en Goofy
- Alice in Wonderland
  - Paddenstoel met vlinder en lieveheersbeestje
  - Slakken
  - Het witte konijn
  - Paddenstoel met Alice en de Kolderkat
  - Vuurvliegen
  - Paddenstoel met de rups en een kikker (oorspronkelijk een vlinder)
  - Schildpadden
  - Duizendpoot
- Assepoester
  - Pompoenenkoets
  - Koninklijke bal
  - Trappen met de prins en stiefzussen
  - Klokkentoren
- Peter Pan (1985–1996)
  - Piratenschip met Kapitein Haak en Peter Pan
  - Vetje's boot met Vetje
- Dombo's Circus
  - Nijlpaard en Koning Leonidas orgelspel
  - Vier circus ringen met Dumbo en clowns
  - Beer balancerend op tonnen
  - Olifant in bad
- Briny Deep/Pinokkio onder water (1977–lente 1983)
- Sneeuwwitje en de zeven dwergen (1985–1996)
  - Stoetel's Mijn trein met Stoetel, Sneeuwwitje, Doc, Grumpie, and Niezel
  - Mijn van de dwergen met Giechel, Bloosje en Dommel
- Pinokkio op Pleziereiland (1985–1996)
  - Pleziereiland deel 1
  - Pleziereiland deel 1 met Pinokkio en Lampepit
- Draak uit Doornroosje (1972, later gewijzigd in de Chinese Draak)
- Chinese Draak (1972-1977)
- Eliot de Draak uit Peter en de Draak (1977–1996, verving de Chinese Draak)
- Return to Oz (1985)
- Disneyland's 25e verjaardag (1980) (replica van Sleeping Beauty Castle)
- Mickey Mouse's 60e verjaardag (1988)
- It's a Small World (1972–1988)
- Disneyland's 35e verjaardag (1990)  (logo wagen)
- To Honor America met Amerikaanse zeearend en Amerikaanse vlag (1979–1996)
- Disney Neon Finale (1977–1978) met een reeks van roterende spiegels, versierd met in neon verlichtte Disney karakters, waaronder:
  - Winnie de Poeh, Teigetje en Iejoor
  - Peter Pan, Kapitein Haak en Vetje
  - Bambi, Stamperje en Bloempje
  - Bernard, Bianca en Orville
- Frank en Frey (1981)

### Disney's Electrical Parade

#### Algemeen
- Park: Disney California Adventure Park
- Originele loop: 3 juli 2001 - 18 april 2010,
- Sponsor: Sylvania (2006–2010)[7][8]
- Openingaankondiging: "Ladies and gentlemen, boys and girls! Disney proudly presents our spectacular festival pageant of nighttime magic and imagination. In thousands of sparkling lights, and electro-synthe-magnetic musical sounds: Disney's Electrical Parade!"

De vloot diende al eerder in Californië, namelijk in het Disneylandpark, voordat de vloot naar de Magic Kingdom verhuisde. Na de uitdienstname in 2010 verhuisde de vloot terug naar de Magic Kingdom, waar het anno 2012 nog steeds draait.

#### Wagens
- Tinker Bell (2009–2010)
- Blauwe fee (2001–2009)
- Casey Jr. Circustrein met Mickey Mouse, Minnie Mouse en Goofy
- Alice in Wonderland
  - Paddenstoel met vlinder en lieveheersbeestje
  - Slakken
  - Het witte konijn
  - Paddenstoel met Alice en de Kolderkat
  - Vuurvliegen
  - Paddenstoel met de rups en een kikker
  - Schildpadden
  - Duizendpoot
- Assepoester
  - Pompoenenkoets
  - Koninklijke bal
  - Trappen met de prins en stiefzussen
  - Klokkentoren
- Peter Pan
  - Piratenschip met Kapitein Haak en Peter Pan
  - Vetje's boot met Vetje
- Dombo's Circus
  - Nijlpaard
  - Koning Leonidas orgelspel
  - Vier circus ringen met Dumbo en clowns
  - Beer balancerend op tonnen
  - Olifant in bad
- Sneeuwwitje en de zeven dwergen
  - Stoetel's Mijn trein met Stoetel, Sneeuwwitje, Doc, Grumpie, and Niezel
  - Mijn van de dwergen met Giechel, Bloosje en Dommel
- Pinokkio op Pleziereiland
  - Pleziereiland deel 1
  - Pleziereiland deel 1 met Pinokkio en Lampepit
- Eliot de Draak uit Peter en de Draak (hij verdwijnt tijdens de parade en verschijnt daarna plotseling)
- To Honor America met Amerikaanse zeearend en Amerikaanse vlag

### Main Street Electrical Parade (Walt Disney World)

#### Algemeen
- Park: Magic Kingdom
- Originele loop: 11 juni 1977 - 14 september 1991
- Tweede loop: 28 mei 1999 - 1 april 2001
- Derde loop: 6 juni 2010 – 9 oktober 2016[9]
- Openingaankondiging (1977–1991): "Ladies and gentlemen, boys and girls! Walt Disney World proudly presents our spectacular festival pageant of nighttime magic and imagination. In thousands of sparkling lights, and electro-synthe-magnetic musical sounds: the Main Street Electrical Parade!"
- Openingaankondiging (1999–2001) & (2010–2016): "Ladies and gentlemen, boys and girls! The Magic Kingdom proudly presents our spectacular festival pageant of nighttime magic and imagination. In thousands of sparkling lights, and electro-synthe-magnetic musical sounds: the Main Street Electrical Parade!"

De oorspronkelijke vloot voor de Magic Kingdom was de tweede vloot voor de Main Street Electrical Parade van Disney. De vloot van de Magic Kingdom was in tegenstelling tot de vloot van Disneyland kleiner, maar de meeste wagens waren vrijwel identiek. Een aantal wagens die in de vloot van Disneyland Annaheim aanwezig waren, zaten niet in de vloot van de Magic Kingdom, waaronder de sectie van Sneeuwwitje, Pinokkio en Peter Pan. Daarnaast zat er een verschil in de wagen "To Honor America". De oorspronkelijke versie van de Magic Kingdom had ook nog vuurwerk verwerkt. In 1991 verhuisde bijna de gehele vloot naar Disneyland Paris en werd de parade vervangen door SpectroMagic, alleen de wagen "To Honor America" verhuisde niet naar Parijs, maar werd gesloopt. Tussen 1999 en 2001 en vanaf 2010 keerde de parade terug, echter wel met de voormalige vloot afkomstig uit Disneyland Anaheim. Na 9 oktober 2016 vertrok de parade weer naar Disneyland in Anaheim.

#### Wagens
- Tinker Bell (2010–2016)
- Blauwe fee (1977–2001)
- Casey Jr. Circustrein met Mickey Mouse, Minnie Mouse en Goofy (1977–heden)
- Speelgoedsoldaten uit Babes in Toyland.
- Alice in Wonderland (1977–heden)
  - Paddenstoel met vlinder en lieveheersbeestje
  - Slakken
  - Het witte konijn
  - Paddenstoel met Alice en de Kolderkat
  - Vuurvliegen
  - Paddenstoel met de rups en een kikker
  - Schildpadden
  - Duizendpoot
- Assepoester (1977–heden)
  - Pompoenenkoets met Assepoester en de toverfee
  - Koninklijk bal
  - Trappen met de prins en stiefzussen
  - Klokkentoren
- Peter Pan (2010-heden)
  - Piratenschip met Kapitein Haak en Peter Pan
  - Vetje's boot met Vetje
- Dumbo's Circus (1977–2001)
  - Nijlpaard
  - Koning Leonidas orgelspel
  - Vier circus ringen met Dumbo en clowns (1999-2001)
  - Beer balancerend op tonnen
  - Olifant in bad
- Sneeuwwitje en de zeven dwergen (2010-heden)
  - Stoetel's Mijn trein met Stoetel, Sneeuwwitje, Doc, Grumpie, and Niezel
  - Mijn van de dwergen met Giechel, Bloosje en Dommel
- Pinokkio (2010–heden)
  - Pleziereiland deel 1
  - Pleziereiland deel 1 met Pinokkio en Lampepit
- Peter en de Draak (1977-heden) 
  - Eliot (hij verdwijnt tijdens de parade en verschijnt daarna plotseling)
- It's A Small World (1977–1991)
- Disney Neon Finale (alleen 1977)
- To Honor America met Amerikaanse zeearend en Amerikaanse vlag (1979-heden)

### Tokyo Disneyland Electrical Parade

#### Algemeen
- Park: Tokyo Disneyland
- Japanse Name (in Kanji): 東京ディズニーランド・エレクトリカルパレード
- Japanse Name (in Romaji): Tokyō Dizunīrando Erekutorikaru Parēdo
- Originele loop: 9 maart 1985 - 21 juni 1995
- Sponsor: Nihon Unisys, Ltd.
- Openingaankondiging: (1985-1995) "Ladies and gentlemen, boys and girls! Walt Disney proudly presents our spectacular festival pageant of nighttime magic and imagination. In thousands of sparkling lights, and electro-synthe-magnetic musical sounds: Tokyo Disneyland Electrical Parade!"

De vloot van Tokyo Disneyland is de derde vloot van de Main Street Electrical Parade en is de eerste vloot die buiten de Verenigde Staten dienst draait. In 2001 is bijna de gehele vloot vervangen en vervangen door nieuwe praalwagens en elementen. De basis is de oorspronkelijke parade, echter zijn de praalwagens wat meer vernieuwd. De enige praalwagen die uit de oorspronkelijke vloot komt is de Casey Jr.-trein. In 1996 verhuisde het zwanemeer sectie naar Disneyland Paris.

#### Wagens
- Blauwe fee
- Ridders op paarden
- Casey Jr. Circustrein met Mickey Mouse, Minnie Mouse en Goofy
- Alice in Wonderland
  - Paddenstoel met vlinder en lieveheersbeestje
  - Slakken
  - Het witte konijn
  - Paddenstoel met Alice en de Kolderkat
  - Vuurvliegen
  - Paddenstoel met de rups en een kikker
  - Schildpadden
  - Duizendpoot
- Zwanemeer
  - Moeder zwaan
  - Baby zwanen
- Assepoester
  - Pompoenenkoets met Assepoester en de toverfee
  - Balzaal met prins
  - Klokkentoren
- Peter pan
  - Piratenschip met Peter Pan, Kapitein Haak en Vetje
- Sneeuwwitje en de zeven dwergen
  - Diamantenmijn
- Dumbo's Circus
  - Nijlpaard
  - Koning Leonidas orgelspel
  - Beer balancerend op tonnen
  - Olifant in bad
- Peter en de Draak
- It's a Small World

### Tokyo Disneyland Electrical Parade: DreamLights

#### Algemeen
- Park: Tokyo Disneyland
- Japanse Name (in Kanji): 東京ディズニーランド・エレクトリカルパレード・ドリームライツ
- Japanse Name (in Romaji): Tōkyō Dizunīrando Erekutorikaru Parēdo Dorīmuraitsu
- Originele loop: 17 juni 2001 – heden
- Sponsor: Nihon Unisys, Ltd.
- Openingaankondiging: "Ladies and gentlemen, boys and girls! Tokyo Disneyland proudly presents our most spectacular pageant of nighttime dreams and fantasy. In millions of sparkling lights, and brilliant musical sounds: Tokyo Disneyland Electrical Parade: DreamLights!"

De DreamLightsparade is de vernieuwde parade van de Tokyo Disneyland Electrical Parade. Veel wagens werden geheel vernieuwd. Alleen de Casey Jr. Circustrein bleef grotendeels hetzelfde. Deze praalwagen kreeg alleen nieuwe lampen en lichteffecten. De samenstelling van de parade is grotendeels hetzelfde als de oorspronkelijke parade, al zijn in de loop der jaren enkele praalwagens vervangen of bij gevoegd.

#### Wagens
- Opening
  - Blauwe fee
  - Knights of Light (Ridders van het licht)
  - Mickey's Dreamlights Train met Mickey Mouse, Minnie Mouse, en Goofy (Oorspronkelijk Casey Jr. Train)
- Alice in Wonderland
  - Alice en de Kolderkat
  - Bloemen
  - Lieveheersbeestje
  - Vlinders
  - Spanners/Vlinders (2001–2011)
  - Mr. en Mevr. Slak
- Peter Pan
  - Kapitein Haak's piratenschip
- Sneeuwwitje
  - Sneeuwwitje's kasteel
  - Dwergen diamanten mijn trein (verwijderd in 2011)
- Aladdin (toegevoegd in 2011, verving Belle en het Beest en Sneeuwwitje)
  - Geest
  - Aladdin en Jasmine
- Pooh en zijn vrienden
  - Winnie de Poeh, Teigetje, Iejoor
  - Bijen
- Toy Story
  - Woody's Round-up - Woody, Jessie, Bullebeest (verwijderd in 2011)
  - Buzz Lightyear (verwijderd in 2011)
  - Toy Story 3 praalwagen (toegevoegd in 2011, ter vervanging van Woody's Round-up en Buzz Lightyear)
- Peter en de Draak
  - Elliot
- Monsters en co. (toegevoegd in 2007, verving "Een Luizenleven")
  - Sulley, Mike, Boe
- Finding Nemo (toegevoegd in 2007, verving "Een Luizenleven")
  - Nemo
  - Crush's Stroming
- Een Luizenleven (verwijderd in 2007, vervangen door Monster's en Co en Finding Nemo)
  - Een Luizenleven Circus
  - Flip en Prinses Atta
- Belle en het Beest (verwijderd in 2011, vervangen door Aladdin)
  - Kom erbij - Lumiere
  - Belle en het Beest
- Cinderella
  - Assepoester en de toverfee
  - Pompoenenkoets met paarden (verwijderd)
  - Assepoesters bal met prins
  - Klokkentoren
- Disney Feën (toegevoegd in 2011, verving het Zwanemeer)
  - Tinker Bell en vrienden
- Zwanemeer (2003-2011, vervangen door Disney Feën)
  - Moeder Zwaan
  - Baby Zwanen
- It's a Small World (finale)
  - Showboot
  - Luchtschip
  - De maan
  - De zon
  - Logo van de sponsor
- Met de stemmen van
  - Rosalyn Landor als de Blauwe fee
  - Takashi Aoyagi als Mickey Mouse
  - Yū Shimaka als Goofy en Geest
  - Yūko Mizutani als Minnie Mouse
  - Kathryn Cressida als Alice en Wendy Darling
  - Christopher Steele als Peter Pan
  - Corey Burton als Kapitein Haak
  - Sean Marshall als Peter
  - Katherine Von Till als Sneeuwwitje
  - Sukekiyo Kameyama als Winnie de Poeh
  - Tesshō Genda als Teigetje
  - Toshiaki Karasawa als Sheriff Woody
  - Yumi Kusaka als Jessie
  - George Tokoro als Buzz Lightyear
  - Hidehiko Ishizuka als Sulley
  - Yūji Tanaka als Mike Wazowski
  - Airi Inoue als Boe
  - Keita Miyatani als Nemo
  - Rikiya Koyama als Crush
  - Hisako Kyōda als de Toverfee
  - Scott Weinger as Aladdin
  - Linda Larkin als Prinses Jasmine
  - Mae Whitman als Tinker Bell
    - De stemmen zijn alleen van de huidige karakters.

### Main Street Electrical Parade (Disneyland Paris)

#### Algemeen
- Park: Disneyland Park (Parijs)
- Originele loop: 12 april 1992 - 23 maart 2003
- Franse naam: La Parade Électrique de Main Street, U.S.A.
- Openingaankondiging: "Madames et messieurs, et vous les enfants! Disneyland Paris est fier de vous présenter son extraordinaire festival de magie nocturne et d'enchantement, dans une féerie de milliers de lumières, sur une musique electro-synthe-magnetique: the Main Street Electrical Parade!"
- Sponsor: Philips (1992–2002)

De vloot van Disneyland Paris is de oorspronkelijke vloot afkomstig van de Magic Kingdom. In 1992 werd de "It's A Small World"-sectie verwijderd en in 1997 werd de vloot aangevuld met het zwanenmeer afkomstig van Tokyo Disneyland. In 1998 werd de vloot aangevuld met Pinokkio en Sneeuwwitje van de vloot uit Disneyland Annaheim. Nadat in 2003 de parade vervangen werd door Fantilussion, kwam de gehele vloot in een opslag te staan. De sectie van Pinokkio en Sneeuwwitje werden teruggestuurd naar de Verenigde Staten om dienst te doen in Disney's Electrical Parade in Disney California Adventure Park en de sectie van het Zwanemeer werd teruggestuurd naar Tokyo Disneyland om weer dienst te doen in de Tokyo Disneyland Electrical Parade: DreamLights.

#### Wagens
- Blauwe fee
- Casey Jr. Circustrein met Mickey Mouse, Minnie Mouse en Goofy (1977–heden)
- Pinokkio (1998–2003)
  - Pleziereiland deel 1
  - Pleziereiland deel 1 met Pinokkio en Lampepit
- Alice in Wonderland
  - Paddenstoel met vlinder en lieveheersbeestje
  - Slakken
  - Het witte konijn
  - Paddenstoel met Alice en de Kolderkat
  - Vuurvliegen
  - Paddenstoel met de rups en een kikker
  - Schildpadden
  - Duizendpoot
- Zwanemeer
  - Moeder zwaan
  - Baby zwanen
- Assepoester
  - Pompoenenkoets met Assepoester en de toverfee
  - Koninklijk bal
  - Trappen met de prins en stiefzussen
  - Klokkentoren
- Dumbo's Circus
  - Nijlpaard
  - Koning Leonidas orgelspel
  - Beer balancerend op tonnen
  - Olifant in bad
- Sneeuwwitje en de zeven dwergen (1998-2003)
  - Mijn van de dwergen
- Peter en de Draak 
  - Eliot
- It's A Small World (1992)

### 1978 Orange Bowl
- Plaats: Miami
- Evenement: Orange Bowl 1978
- Datum: 1 januari 1978
- Openingaankondiging: "Ladies and gentlemen! Tonight the Orange Bowl honours the most unique staged in Americe in 1977. Disneyland and Walt Disney World increddible spectacular of nighttime pageantry and imagination. In electrical sights and sounds: the Main Street Electrical Parade!"

Op 1 januari 1978 werd de parade voor de eerste keer buiten de parken gepresenteerd, tijdens de rustshow van de 1978 Orange Bowl wedstrijd. Speciaal voor deze show werden enkele golfkarretjes omgebouwd en voorzien van verlichting. Echter tijdens de show vielen verschillende wagens voortijdig uit. Voor deze show werd gebruikgemaakt van de praalwagens van de Magic Kingdom. De aankondiging voor dit evenement is de enige aankondiging die niet elektrisch werd bewerkt, maar is te horen als een gewone stem.
De enige wagens die meededen waren:
- Alice in Wonderland
  - Paddenstoel met vlinder en lieveheersbeestje
  - Slakken
  - Het witte konijn
  - Paddenstoel met Alice en de Kolderkat
  - Vuurvliegen
  - Paddenstoel met de rups en een kikker
  - Schildpadden
  - Duizendpoot
- Elliot, Peter en de Draak
- Baroque Hoedown danspraalwagens (golfkarretjes met verlichting)

### The Hercules Electrical Parade

#### Algemeen
- Plaats: New York
- Evenement: Première van de film Hercules en de opening van Disney's New Amsterdam Theater
- Datum: 14 juni 1997

Op 14 juni 1997 werd voor de tweede keer de parade gepresenteerd buiten de parken. Dit keer in New York voor de première van de toenmalige nieuwste Disneyfilm Hercules en de opening van Disney's New Amsterdam Theater. Voor deze show werd de parade gebruikt van Disneyland Annaheim, die het jaar ervoor buiten dienst ging en werd de parade voor een dag omgedoopt tot "The Hercules Electrical Parade". Alle lampen werden hiervoor vervangen, omdat alle oorspronkelijk lampen verkocht waren aan verzamelaars. Speciaal voor de parade werden ook enkele nieuwe praalwagens gebouwd, namelijk een tijdelijke leidende wagen die een evenbeeld moet voorstellen van Pegasus, met daarop Hercules als vervanger voor de blauwe fee, daarnaast was er als vervanging voor Casey Jr. Circustrein een Griekse Tempel waar de naam van de parade op werd vertoond. Alleen de Casey Jr. Circustrein deed niet mee met de parade, alle andere praalwagens deden wel mee. Speciaal voor het evenement had Disney aan alle bedrijven die langs de parade route stonden gevraagd of ze de verlichting uit wouden doen. Bijna alle bedrijven gaven er gehoor aan, met uitzondering van de rivaal van Disney, Warner Brothers. De parade was te zien op nationale televisiezenders in een één uur durende programma met daarin de muziek en making of van de film. Vanwege de lage hoeveelheid aan batterijen, dat was veroorzaakt doordat een deel per ongeluk achter waren gebleven in Anaheim, hadden verschillende praalwagens te weinig energie. Dit veroorzaakte verschillende problemen, een daarvan was dat de tweede wagen van Pinokkio voor een groot deel van de route niet verlicht was. Echter konden de Disney medewerkers de wagen niet van de parade af krijgen. Andere wagens, waaronder the To Honor America en de Peter en de Draak wagens, vielen gedeeltelijk uit langs de paraderoute.

#### Wagens
- Hercules en Pegasus (leidende praalwagen)
- Griekse Tempel
- Hades
- Blauwe fee
- Alice in Wonderland
  - Slakken
  - Het witte konijn
  - Paddenstoel met Alice en de Kolderkat
  - Vuurvliegen
  - Schildpadden
  - Duizendpoot
- Assepoester
  - Pompoenenkoets
  - Koninklijke bal
  - Trappen met de prins en stiefzussen
  - Klokkentoren
- Peter Pan
  - Piratenschip met Kapitein Haak en Peter Pan
  - Vetje's boot met Vetje
- Dombo's Circus
  - Nijlpaard
  - Koning Leonidas orgelspel
  - Vier circus ringen met Dumbo en clowns
  - Beer balancerend op tonnen
  - Olifant in bad
- Sneeuwwitje en de zeven dwergen
  - Stoetel's Mijn trein met Stoetel, Sneeuwwitje, Doc, Grumpie, and Niezel
  - Mijn van de dwergen met Giechel, Bloosje en Dommel
- Pinokkio op Pleziereiland
  - Pleziereiland deel 1
  - Pleziereiland deel 1 met Pinokkio en Lampepit
- Eliot de Draak uit Peter en de Draak (hij verdwijnt tijdens de parade en verschijnt daarna plotseling)
- To Honor America met Amerikaanse zeearend en Amerikaanse vlag

Nieuwe praalwagens:
- Hercules en Pegasus (leidende praalwagen)
- Griekse Tempel
- Hades

Praalwagens die niet werden gebruikt:
- Casey, Jr. Circustrein (Mickey en Minnie verschenen op de finale praalwagen)
- Blauwe en roze paddenstoelen (deze werden ontmanteld vlak na de laatste vertoning van de parade in Disneyland Annaheim. Samen met de trein en trom werden ze in 1999 verscheept voor de eerste terugkeer van de parade in de Magic Kingdom op 28 mei 1999)

## Trivia
- Jarenlang leidde de Blauwe fee uit de film Pinokkio de parade. De gedachtegang was dat de blauwe fee alle lampen langs de route met haar toverstaf uitdeed en de lampen van de paradewagens aandeed.[10] Na de vervanging door de Tinker Bell praalwagen, werd dit effect voortgezet. De toevoeging van de "pixie dust" effect gaf extra invloed, waarop het lijkt dat het elfenstof van Tinker Bell de lampjes van de parade aanzette. Dit effect wordt steeds aangezet, wanneer Tinker Bell met haar staf gaat zwaaien.
- Bij de meeste praalwagens uit de originele parade kunnen de karakters niet praten, alleen bij de praalwagen met Alice uit Alice in Wonderland en de praalwagen van Eliot de Draak uit Peter en de Draak kunnen de karakters, al dan niet de acteurs praten. Daarnaast praten de praalwagen met de rups uit Alice in Wonderland, de schildpadden, slakken en vuurvliegen uit de sectie "Alice in Wonderland" en Eliot de Draak zelf, echter zijn dit stukjes afkomstig van een band en praten alleen Alice, Peter van Peter en de Draak en de rups een verstaanbare taal. De overige wagens praten een warrige taaltje.
- De schildpadden, slakken en vuurvliegen uit de sectie "Alice in Wonderland" en de boot van Smee uit de sectie van Peter Pan zijn interactieve wagens die dicht bij het publiek kunnen komen.